# Fàbrica de Ciment de Can Mas
La fàbrica de Ciment de Can Mas és un edifici de Sant Joan de les Abadesses (Ripollès) inclòs a l'Inventari del Patrimoni Arquitectònic de Catalunya.

## Descripció
L'antiga fàbrica de ciment de Can Mas, avui destinada a local comercial, ha estat totalment remodelada. És una construcció de diferents estructures enllaçades, formant un edifici compacte. La façana principal té uns finestrals rectangulars, un total d'onze. Al primer pis i al segon s'hi troben els aparadors i portes que donen accés a l'edifici. Els dos cossos principals estan units per la banda de dalt per una construcció que sembla una falsa façana amb una finestra rodona al mig i que la seva funció és totalment decorativa. L'edifici situat en el cantó esquerra de dimensions considerables i que aquest arrenca de la primera planta d'aquesta construcció. Aquest pou disposa d'una escaleta de ferro en el seu exterior. A la part posterior de l'edifici sobresurt el cos més elevat de tota l'estructura de maçoneria i sense obertures. Els teulats són tots a dues vessants.

## Història
Aquesta fàbrica de ciment sembla que fou fundada el segle xix. Sabem, però, que l'any 1860 el Sr. Martín va fundar les primeres fàbriques de ciment de la península a Sant Joan de les Abadesses. En un programa de Festa Major de l'any 1927 ve citada l'empresa "Sociedad Anònima de construcciones" com una de les més important de la vila com a fabricació de ciment ràpid i lent. Segons especifica el document del propietari d'aquest empresa és un tal Ignasi Mas. El seu funcionament va deixar d'existir pels anys seixanta del segle xx i va estar força anys que la fàbrica anava en vies d'enderrocament, fins que l'empresa Estiluz va arranjar l'edifici i actualment la seva funció és totalment comercial.